# アメリカ合衆国のワイン

USA全図。ワインの主要生産地は、国土の西部に当たり太平洋岸に位置するカリフォルニア州。

アメリカ合衆国のワイン（アメリカがっしゅうこくのワイン）では、アメリカ合衆国で生産されるワインについて述べる。

## 概要
アメリカ合衆国はフランス、イタリア、スペインに次ぐ世界第4位のワイン生産国である。生産量の8割をカリフォルニア州が占め、次いでワシントン州、ニューヨーク州、オレゴン州でも量は少ないが良質ワインを産出している。
サンフランシスコを中心とする北部太平洋沿岸地域は、ヨーロッパの名醸地と似た気温で知名度の高い産地が多く、ナパ・バレー地域を中心として、シャルドネ、カベルネ・ソーヴィニヨン、ピノ・ノワールなどの品種が栽培され、高級ワインを産出する。ほかに特徴的なワインとしてジンファンデルがあり、カリフォルニアのワイン生産量の10%を占める。
赤ではナパ、白ではソノマなどが質の高さを誇るが、カリフォルニアの産出量の12パーセント程度と稀少である。ロサンゼルス、サンディエゴの付近の南部太平洋沿岸地域は温暖な気候で、中等級のワインが多く見られる。内陸部の広大なセントラルバレー地域は気温も高く、消費の主体となるテーブルワインが多く作られる。
フランスにおけるアペラシオン・ドリジーヌ・コントロレ(AOC)のような保護原産地呼称は定められていないが、地理的表示(GI)のアメリカぶどう栽培地域(AVA)が定められている。

## 歴史
アメリカ合衆国のワインの歴史は16世紀、ヨーロッパ人の入植と共に始まった。アメリカ合衆国にはラブルスカ種、リパリア種、ロトゥンディフォリア種、ヴルピナ種、アムレンシス種などのブドウが自生しており、アメリカ合衆国最初期のワインはこれら野生種を利用して作られた。しかし、北米土着のブドウから作られたワインはヨーロッパのワイン用ブドウであるヴィニフェラ種から作られたワインとは風味が異なり、入植者に好まれなかったため、17世紀にフランスからヴィニフェラ種を導入する試みが度々なされた。1683年、ウィリアム・ペンがペンシルベニア植民地で作付けしたフランス産のブドウがラブルスカ種と交雑して後にアレクサンダー種と呼ばれる雑種のブドウが生まれ、東海岸のワイン用ブドウの主力品種となった。
カリフォルニアでは、1769年にフランシスコ会宣教師フニペロ・セラがサンディエゴ付近に初めてブドウ園とワイン醸造所を作り、1805年頃には北のソノマにもワイン用ブドウが植えられた。宣教師たちの育てたブドウはスペイン系のヴィニフェラ種の一種でミッション種またはクリオージャと呼ばれ、それから作られたワインの品質は高くはなかった。1831年にフランスから入植したジャン＝ルイ・ヴィーニュらによってより良質のヴィニフェラ種が導入された。

## 主な産地
各地域の主なAVAを下記に記す。

### カリフォルニア州のAVA
及び
- 中部海岸AVA及びサンタクルズ山地AVA

サンフランシスコ・ベイエリアからロサンゼルス盆地までの太平洋岸の地域
モントレー郡、サンタクララ郡、リバモア・ヴァレー
サンルイスオビスポ郡、サンタバーバラ郡
- セントラル・ヴァレー
- クラマス山地
- 北部海岸AVA

サンフランシスコより北の太平洋岸の地域
ナパ郡、ソノマ郡、メンドシーノ郡、レイク郡
- シエラ山麓AVA

シエラネバダ山脈の西麓地域
- 南部海岸AVA

サンディエゴ近辺の地域

### オレゴン州のAVA
オレゴン州のAVA認定地域は次の通りである。いくつかの地域はワシントン州にまたがっている。
- アップルゲート・ヴァレーAVA
- アンプクア・ヴァレーAVA
- ウィラメット・ヴァレーAVA（ダンディ・ヒルズAVA、マクミンヴィルAVA、ヤムヒル・カールトンAVA）

オレゴン州最大のブドウ栽培地域。オレゴン州のワイナリーの3分の2を占める。
- コロンビア・ヴァレーAVA
- コロンビア・ゴージAVA
- サザン・オレゴンAVA
- ローグ・ヴァレーAVA
- ワラ・ワラ・ヴァレーAVA

### ワシントン州のAVA
ワシントン州のワイン産地はフランスのボルドーやブルゴーニュとほぼ同じ緯度に位置している。
ワシントン州のAVA認定地域は次の通りである。いくつかの地域はオレゴン州にまたがっている。
- コロンビア・ヴァレーAVA

ワシントン州最大のブドウ栽培地域。ワシントン州の全面積の3分の1を占める。
- コロンビア・ゴージAVA
- ピュージェット湾AVA
- ヤキマ・ヴァレーAVA
- レッド・マウンテンAVA
- ワラ・ワラ・ヴァレーAVA

ピュージェット・サウンドAVA　（1995年認定）
ホース・ヘブン・ヒルズAVA　（2005年認定）

### ニューヨーク州のAVA
ニューヨーク州は、カリフォルニア州に次いで全米第2のワイン生産地である。ただし、その生産量の比率はカリフォルニア州90%に対し5%ほどである。また、年によってはワシントン州に次いで全米第3位となることもある。
ニューヨーク州のAVA認定地域は次の通りである。
- ロングアイランドAVA

ロングアイランド島とその周辺の島。ノースフォークとサウスフォークに分けられる。
- ハドソンリバーAVA

ニューヨーク市北部のハドソン川沿い。北米で最も古いワイナリーもある。
- フィンガーレイクスAVA

オンタリオ湖の南岸。セネカ・レイクAVA、カユーガ・レイクAVAに分けられる。
- エリー湖AVA

エリー湖沿い。全米一のブドウ産地であり、グレープジュース産地としては全米一。

## 主なワイナリー

### カリフォルニア州
- オーパス・ワン（ナパ郡）
- イングルヌック（ナパ郡）
- ドミナス・エステート（ナパ郡）
- en:Screaming Eagle Winery and Vineyards（ナパ郡） （スクリーミング・イーグル）
- en:Chateau Montelena（ナパ郡） （シャトー・モンテレーナ）

## 主なワイン生産者
- アーネスト・ガロ
- ロバート・モンダヴィ
- サヴァンナ・サムソン
- en:Heidi Barrett（ハイジ・ピーターソン・バレット）

## アメリカ合衆国のワイン・スピリッツ専門誌
- en:The Wine Advocate（ザ・ワイン・アドヴォケイト）
- en:Wine Spectator（ワイン・スペクテーター）
- en:Wine Enthusiast Magazine
- en:Quarterly Review of Wines
- en:Food & Wine
- en:Wine & Spirits
- en:Spirit Journal
- en:Sommelier Journal

## アメリカ合衆国のワイン評論家
- ロバート・パーカー
- en:Colman Andrews
- en:Eric Arnold
- en:Eric Asimov
- en:Robert Lawrence Balzer
- en:Tyler Colman
- en:Alice Feiring
- en:Robert Finigan
- en:Ric Forman
- en:Dorothy Gaiter and John Brecher
- en:Dara Moskowitz Grumdahl
- en:Hardy Wallace
- en:Steve Heimoff
- en:Daedalus Howell
- en:Zita Keeley
- en:Matt Kramer (wine writer)
- en:James Laube
- en:Peter Liem
- en:Allen Meadows
- en:Mark Oldman
- en:Jeremy Parzen
- en:Frank J. Prial
- en:David Schildknecht
- en:Frank Schoonmaker
- en:Michael Steinberger
- en:James Suckling
- en:Stephen Tanzer
- en:Bob Thompson (wine)
- en:Gary Vaynerchuk
- en:The Vino Vixen
- en:Tom Wark
- en:Jon Winroth
- en:Alder Yarrow
- en:Kevin Zraly